# Cratere Moyo
Moyo è un cratere sulla superficie di Marte.